# 巴勒特
巴勒特（英语：Ballater；苏格兰盖尔语：Bealadair；低地苏格兰语：Ballater），是英国苏格兰阿伯丁郡的一个城镇，位于迪河畔，凯恩戈姆山脉东麓。总人口约1520（2006年）。主要景点有巴尔莫勒尔堡、旧巴勒特火车站等，当地的温泉及远足旅游也较知名。